# مذكرات بابلو نيرودا أعترف بأنني قد عشت
أعترف بأنني قد عشت كتاب سيرة ذاتية للشاعر التشيلي بابلو نيرودا، الحائز على جائزة نوبل في الأدب سنة 1971. صدر الكتاب لأول مرة بالإسبانية عام 1974، بعد ستة أشهر من وفاة نيرودا. وقد ترجمع محمود صبح إلى العربية سنة 1975.

## ظروف التأليف
بدأت أجزاء من مذكرات بابلو نيرودا بالظهور قبل صدورها في كتاب، إذ نُشرت عشر حلقات منها عام 1972 في مجلة «أو كروزيرو» البرازيلية. ومع اشتداد مرضه في السنة الأخيرة من حياته، أدرك نيرودا اقتراب نهايته، فسارع إلى إتمام كتابة سيرته، وكأنه كان يسابق الزمن ليضع لمساته الأخيرة على حكايته الشخصية.

## الفصل الأول: الشاب القروي
في هذا الفصل، يعود نيرودا إلى طفولته المبكرة في الجنوب التشيلي، حيث نشأ في بلدة تيموكو وسط طبيعة غزيرة الأمطار كثيفة الغابات. يصف الشاعر كيف أثّرت هذه البيئة الطبيعية الوعرة والمهيبة على وجدانه وشكّلت بدايات إحساسه بالجمال والغموض.
يفتتح الفصل بوصفه لعلاقته الحميمة بالمطر والطين والأشجار، حيث كانت الطبيعة ملعبه الأول ومصدر إلهامه. يتحدث أيضًا عن أسرته، وعن فقدان والدته في سن الرضاعة، مما جعل علاقته بالأمومة مبنية على الحنين والصمت. ويشير إلى زوجة أبيه التي اعتنى به لاحقًا، ووفرت له نوعًا من الحنان البسيط.
يروي نيرودا ذكرياته في البيت الأول، ويصف لقاءه الغريب مع رجل زائر أحضر له أشياء سحرية مثل زهرة الكوبيهو البيضاء وحشرة ذات ألوان كقوس قزح – وهي من الذكريات التي ظلت محفورة في خياله وظهرت لاحقًا في شعره.
ثم ينتقل إلى الحديث عن دخوله إلى المدرسة الثانوية، حيث اكتشف عوالم جديدة ولكنها كانت، بالنسبة له، مغلقة وغامضة. يصف المدرسة كأنها حصن للمعرفة لا يسمح له بالوصول إلى كنوزه بسهولة، مما عزّز لديه رغبة الاكتشاف والانغماس في الكتب.
ويختم الفصل بالحديث عن ولادته كشاعر، حين بدأ يكتب رسائل حب نيابة عن شاب آخر إلى فتاة تُدعى بلانكا، لتكون تلك أولى تجاربه في تحويل المشاعر إلى كلمات مكتوبة، وهو ما اعتبره البذرة الأولى لصوته الشعري.

## الفصل الثاني: ضائع في المدينة
في هذا الفصل، ينتقل نيرودا من الريف التشيلي إلى العاصمة سانتياغو لمتابعة دراسته الجامعية. كان لا يزال شابًا خجولًا وقليل الخبرة، فوجد نفسه غريبًا ومُرتبكًا وسط صخب المدينة، وأحسّ لأول مرة بثقل الوحدة والعزلة في فضاء حضري بارد ومجهول.
يتذكر نيرودا أولى محطاته في سانتياغو: سكن طلابي بسيط في شارع ماروري، حيث عاش في ظروف صعبة، وكان يشعر دائمًا بأنه "غير مرئي" في هذه المدينة. تعايش مع الجوع والبرد والوحدة، لكنه في المقابل بدأ يكتشف ذاته من خلال الكتابة والقراءة المكثفة. انعكست هذه المرحلة في أسلوبه الأدبي المتأمل والداخلي.
يصف المكان الذي كان يقطنه بأنه مظلم وصامت، لكنه كان مناسبًا للكتابة. ويشير إلى شخصية صاحب المنزل، الذي بدا غريب الأطوار ومهووسًا بالموت والتصوف، مما أضاف إلى أجواء الغموض والتوتر التي أحاطت بتلك المرحلة من حياته.
في خضم هذه العزلة، بدأ نيرودا بنشر أولى قصائده، وتعرّف تدريجيًا على عدد من الأصدقاء في الأوساط الأدبية، لكنه بقي محتشمًا وخجولًا، يعاني من القلق الاجتماعي، ولا يتحدث إلى النساء، ولا يشارك في النقاشات الصاخبة. ورغم ذلك، كان يحمل بداخله نارًا خفية تدفعه إلى الاستمرار في الكتابة.
الفصل يوثّق أيضًا بداية نشر ديوانه الأول "الشفقية" (Crepusculario)، وهو ثمرة مرحلة قاسية لكنها مفعمة بالتحدي الداخلي والإصرار على إثبات الذات.
هذا الفصل يصوّر انتقال نيرودا من فضاء الطفولة والطبيعة إلى واقع قاسٍ مليء بالتناقضات، ويُظهر كيف أسهمت المعاناة والتجربة الحضرية في نضوجه الفني وتكوين صوته الشعري.

## الفصل الثالث: دروب العالم
في هذا الفصل، يروي نيرودا بداية رحلته إلى خارج تشيلي، حين تم تعيينه قنصلًا فخريًا في بلدان آسيوية نائية. كان لا يزال شابًا في أوائل العشرينات من عمره، لا يملك المال ولا التجربة، لكنه مدفوع برغبة قوية في رؤية العالم والانفتاح على مجهولات الحياة.
بدأت رحلته في بورما، حيث واجه أولى الصدمات الثقافية والبيئية. عاش في مدينة رانغون تحت الشمس الحارقة والأمطار الموسمية، محاطًا بثقافة بوذية غريبة عنه تمامًا. شعر بالعزلة العميقة، لا يعرف اللغة ولا الناس، وكان عليه أن يتكيف مع عالم مختلف من دون توجيه أو دعم. وصف تفاصيل دقيقة عن منازل الخيزران، وطقوس السكان، والهدوء الغريب الذي يغلف كل شيء.
انتقل بعد ذلك إلى سيلان (سريلانكا)، ثم إلى جاوة وشنغهاي، حيث صادف عالمًا مركبًا من الاستعمار، والتهريب، والغرباء، والميناءات التي تضج بالبشر والسلع والأسرار. في شنغهاي، تعرض للسرقة، ووجد نفسه في مواقف غريبة ومربكة، لكنه استمر في التأمل وتسجيل انطباعاته بدقة، وكأن الشعر كان طريقته في النجاة من العبث والفراغ.
ورغم كل هذه المشاق، كانت تلك التجربة بالنسبة إليه غنية وملهمة. رأى في الشرق جمالًا فوضويًا، وتعلم أن الشعر لا يُكتب من الكتب فقط، بل من الاحتكاك بالحياة في أقصى تجلياتها: الوحدة، الخوف، الانبهار، الفضول، الغرابة.
انتهى هذا الفصل بنبرة اعتراف: أن الشاعر يولد مرة أخرى حين يواجه العالم وجهًا لوجه، لا من خلف النوافذ أو بين الجدران، بل في الشوارع والموانئ والمعابد والأسواق وبين البشر المختلفين.

## الفصل الرابع: الرحلة المضنية
في هذا الفصل، يروي نيرودا جانبًا من تجربته الشخصية خلال إقامته الطويلة في الشرق، خصوصًا في جزيرة سيلان (سريلانكا حاليًا)، حيث عاش في عزلة شبه تامة بعيدًا عن العالم وعن بلده تشيلي. كانت هذه الفترة مليئة بالصمت والتأمل، وفيها شعر نيرودا بوحدة عميقة لكنها أيضًا كانت خصبة ومضيئة، كما وصفها.
عاش في بيت متواضع قرب البحر، واستيقظ كل صباح على مشاهد الطبيعة الاستوائية: الأمطار الموسمية، الخضرة الكثيفة، وصوت المحيط. هذه المشاهد، رغم جمالها، عززت إحساسه بالغربة والوحدة. كان يكتب الشعر ويقرأ الكتب ويقضي معظم وقته في التأمل والانزواء.
من أكثر لحظات الفصل إثارة للجدل ما يرويه نيرودا عن علاقة عابرة أقامها مع امرأة من طبقة فقيرة كانت تنظف منزله. يعترف أن العلاقة لم تكن متكافئة، وأنه مارس معها الحميمية رغم رفضها الصامت، في مشهد يحمل دلالة أخلاقية صعبة، ويعترف لاحقًا بندم ضمني قائلاً إنه كان يستحق احتقارها. هذا المقطع أثار في ما بعد انتقادات كثيرة تجاه نيرودا عند إعادة قراءة مذكراته في ضوء القيم الحديثة.
رغم سوداوية الوحدة، يعتبر نيرودا أن تلك العزلة منحته شيئًا ثمينًا: فرصة للإنصات إلى نفسه، للتعمق في الشعر، ولإعادة تشكيل لغته. بدأ يرى العالم بطريقة مختلفة، أكثر انفتاحًا على الألم والدهشة والمجهول.

## الفصل الخامس: إسبانيا في القلب
يمثل هذا الفصل نقطة تحول أساسية في حياة نيرودا، حيث تنتقل كتاباته من البعد الشخصي والرومانسي إلى البعد السياسي والإنساني. ففي ثلاثينيات القرن العشرين، عُيّن قنصلًا لتشيلي في إسبانيا، وهناك التقى بمجموعة من أبرز المثقفين والشعراء الإسبان، مثل فيديريكو غارثيا لوركا ورافاييل ألبيرتي. شكلت تلك اللقاءات لحظة إشراق ثقافي بالنسبة له.
غير أن الأوضاع السياسية المتوترة بدأت تؤثر في نيرودا بعمق. فقد شهد اندلاع الحرب الأهلية الإسبانية سنة 1936، ورأى عن قرب انهيار الجمهورية وصعود الفاشية، كما تأثر كثيرًا باغتيال صديقه الشاعر غارثيا لوركا، وهي صدمة ستطبع شعره وحياته إلى الأبد.
في هذا الفصل، يحكي نيرودا عن تجربته في مدريد أثناء القصف، عن التزامه العاطفي بالثوار والجمهوريين، وكيف بدأ يرى الشعر أداة نضالية لا مجرد تعبير فردي. يقول إن القصيدة لم تعد عنده غناءً خاصًا، بل صارت صوتًا جماعيًا، سلاحًا في وجه الظلم.
من هذه التجربة خرج بديوانه الشهير «إسبانيا في القلب»، الذي كان يوزعه أحيانًا على الجنود، مطبوعًا على ورق خيش أو أكياس الطحين، في مشهد رمزي يجمع بين القصيدة والخبز.
ينتهي الفصل بنبرة مؤلمة، إذ يصف هزيمة الجمهوريين وبدء المنفى الجماعي. لكنه رغم ذلك لا يفقد الأمل في أن الشعر يستطيع أن يكون جسرًا بين الشعوب، وذاكرةً للمقاومة.

## الفصل السادس: خرجت أبحث عن الشهداء
في هذا الفصل، يروي بابلو نيرودا واحدة من أكثر تجاربه تأثيرًا وإنسانية، حين تحوّل من شاعر يصف الألم إلى رجل يسعى لإنقاذ من يعيشونه.
بعد هزيمة الجمهوريين في الحرب الأهلية الإسبانية، يصف نيرودا كيف امتلأت فرنسا بآلاف اللاجئين الإسبان الذين فرّوا من جحيم الحرب والقمع. كانوا يائسين، متعبين، حفاة، جوعى، يحملون معهم ذكريات الخراب وذلّ الهزيمة. شعر نيرودا أن واجبه كشاعر وإنسان أن يفعل شيئًا. لم يعد القلم وحده كافيًا.
بصفته دبلوماسيًا تشيليًا آنذاك، تحرّك نيرودا لتنسيق أكبر عملية إنقاذ للاجئين الإسبان، عبر تنظيم رحلة السفينة الشهيرة "وينيبغ" (Winnipeg)، التي حملت أكثر من ألفي لاجئ إلى تشيلي. يصف في هذا الفصل الجهد الضخم الذي تطلّبته هذه المبادرة: التنسيق مع المسؤولين، البحث عن الأسر، توفير الأوراق، وتمويل الرحلة.
لكنه لا يركّز فقط على الجانب السياسي والإداري، بل يخصّص صفحات لرواية اللقاءات الإنسانية التي خاضها: أمّ فقدت أبناءها، جندي بُتـ رت ساقه، طفل يبحث عن والده، شاعرة منفية تتنفس الشعر لتقاوم الجنون. كانت الرحلة إلى تشيلي أشبه برحلة في الذاكرة والجرح، لكنها أيضًا كانت رحلة إلى الأمل.
يحمل الفصل نبرة تأملية عميقة، ويجمع بين الوثائقي والسياسي، بين العاطفي والإنساني. ويؤكد نيرودا في نهايته أن هذه التجربة شكّلت منعطفًا جذريًا في وعيه: لم يعد يكتب الشعر من برج عاجي، بل من خنادق البشر المهزومين الذين لا يملكون سوى الكلمة والكرامة.

## الفصل السابع: المكسيك المزهِر الشائك
يتناول هذا الفصل فترة مهمة من حياة نيرودا حين استقر في المكسيك، التي يصفها بـ"المزهِر الشائك" لما تحويه من تناقضات بين جمال الطبيعة والتحديات الاجتماعية والسياسية التي كانت تمر بها البلاد.
في هذا الفصل يروي نيرودا تجاربه الشخصية في المكسيك، وكيف تأثر بالبيئة الثقافية والسياسية الغنية هناك. يصف علاقاته مع عدد من المثقفين والفنانين المكسيكيين البارزين، الذين كان لهم دور مؤثر في تجربته الأدبية والسياسية، مثل دييغو ريفيرا وماتشيل أونامونو.
كما يتناول نيرودا في هذا الفصل التزامه القوي بالقضايا الاجتماعية والسياسية، ودعمه لحركات التحرر والنضال من أجل العدالة والحرية، والتي كانت جزءًا من نشاطة السياسي في المكسيك.
الفصل يعكس بشكل واضح كيف كانت المكسيك بمثابة ملاذ له، وفرصة لإعادة بناء الذات بعد المصاعب التي واجهها في حياته، وكيف استخدم تجربته هناك ليغني شعره ونظرته للعالم.

## الفصل الثامن: الوطن في ديابجر
في هذا الفصل يصف نيرودا تجربته في مدينة ديابجر بالمكسيك، التي اعتبرها وطنًا ثانٍ له. خلال إقامته هناك، وجد نيرودا بيئة خصبة للتأمل والإبداع، وتأثر كثيرًا بالثقافة المكسيكية والمشاهد الطبيعية المحيطة به.
يتحدث عن علاقاته مع الناس في ديابجر وكيف ساعدته هذه العلاقات على تعزيز إحساسه بالانتماء والدفء رغم الغربة. كما يعكس هذا الفصل كيف شكلت هذه الفترة جزءًا مهمًا في نضوجه الأدبي والسياسي، حيث استمر في التعبير عن قضاياه الوطنية والعالمية من خلال شعره.
الفصل يبرز التناقض بين الحنين إلى الوطن الأصلي والصداقة العميقة مع وطنه الجديد، مما يعطي القارئ رؤية عميقة عن التوازن النفسي والعاطفي الذي عاشه نيرودا في هذه المرحلة.

## الفصل التاسع: بداية معنى ونهايته
في هذا الفصل، يستعرض بابلو نيرودا مرحلة نفيه السياسي بعد ملاحقته في تشيلي، وهي فترة امتدت من أواخر الأربعينات إلى أوائل الخمسينات. يبدأ من لحظة خروجه القسري من بلاده، حيث يصبح شاعرًا في حالة تجوال، يحمل منفاه في قلبه وقصائده.
يسافر نيرودا خلال هذه المرحلة إلى دول عديدة مثل الاتحاد السوفيتي، الهند، الصين، وإيطاليا. وتغدو هذه الرحلات فرصة لتأمل الذات، ومراقبة العالم من زاوية المنفي، لا السائح. يلتقي بزعماء وشخصيات ثقافية بارزة، ويتحدث عن لحظات التأثر العميق التي عاشها بين شعوب تعاني من الاستعمار والفقر، لكنه أيضًا يندهش من قدرتها على الاحتفال بالحياة رغم الألم.
الفصل يُبرز أيضًا التطور في نظرة نيرودا إلى الشعر، إذ لا يعود الشعر بالنسبة له مجرد أداة جمالية، بل وسيلة للمقاومة والكشف والربط بين الشعوب. يصبح معنى "الوطن" عنده أكثر اتساعًا، لا يقتصر على تشيلي وحدها، بل يمتد ليشمل الشعوب التي تقاسمه الحلم والظلم والأمل.
ينتهي الفصل بنوع من المصالحة المؤقتة، حيث يعود نيرودا تدريجيًا إلى أميركا اللاتينية، ومعه رؤيته الجديدة للعالم، وأكثر نضجًا في قصيدته وحياته.

## الفصل العاشر: إبحار مع إياب
في هذا الفصل، يستعيد بابلو نيرودا مسار عودته إلى الحياة العامة بعد سنوات المنفى والملاحقة السياسية. يتخذ "الإبحار" معنىً مزدوجًا: هو تنقّله الفعلي من بلد إلى آخر، وهو أيضًا رمزية لرحلة داخلية نحو الذات والكتابة والوطن.
ينتقل نيرودا بين دول مختلفة، في مهمة دبلوماسية أحيانًا، وأحيانًا بصفته شاعرًا عالميًا، لكنه يبقى دائمًا مسكونًا بسؤال العودة، ليس فقط إلى تشيلي، بل إلى المعنى، إلى الاستقرار، إلى الشعر كجوهر وجوده. يتأمل في هذا الفصل في البحار التي عبرها، وفي وجوه البشر الذين قابلهم، وفي الأثر الذي تركته المنافي على لغته وشِعره.
يستعرض كذلك تجاربه في بلدان آسيوية وأوروبية، حيث يقابل مفكرين وكتابًا وفنانين، ويكشف كيف أصبح يحمل همًّا عالميًا، لا مجرد همٍّ شخصي أو محلي. غير أن الحنين إلى تشيلي لا يختفي، بل يرافقه ويشدّه كما يشدّ التيار البحري سفينة تتوق إلى مرفئها الأول..

## ملخص الفصل الحادي عشر: الشعر حرقة
في هذا الفصل، يتحدث بابلو نيرودا عن الشعر بوصفه أكثر من مجرد فن، بل حرفة ومسؤولية وشكل من أشكال النضال. يعرض رؤيته للشعر كعمل يومي يحتاج إلى الانضباط والصدق، بعيدًا عن الرؤية الرومانسية أو النخبوية.
يستعرض مواقف من حياته تظهر قوة الشعر في التأثير، مثل تفاعل عمال بسيطين مع قصائده، ما يؤكد إيمانه بأن الشعر يجب أن يُكتب للناس، لا للصالونات المغلقة. كما يروي تفاصيل عن وفاة الناشطة تينا مودوتي، التي كتب عنها مرثية حزينة، مشيرًا إلى ارتباط الشعر بالواقع السياسي والعاطفي.
يعبّر نيرودا أيضًا عن رفضه للاستعراض، حين انسحب بهدوء من الساحة الإعلامية في فترة ترشيحه لجائزة نوبل، معتبرًا أن الشاعر الحقيقي لا يعيش من أجل الجوائز بل من أجل الكلمة.

## الفصل الثاني عشر: وطن عذب وقاس
في هذا الفصل الختامي، يعكس نيرودا مشاعر مختلطة تجاه وطنه تشيلي، الذي يحبه بعمق رغم الصعوبات التي مر بها. يصف تشيلي بأنها "عذب" لجمالها الطبيعي وروح شعبها، و"قاس" بسبب الأزمات السياسية والاجتماعية التي تعرضت لها.
يتناول الأحداث السياسية التي عصفت بالبلاد، وخاصة الانقلاب العسكري الذي أدى إلى سقوط حكومة صديقه الرئيس سلفادور أليندي، وما تبعه من حزن وألم عميقين. يعبر نيرودا عن حزنه وخيبة أمله تجاه ما حصل، لكنه يبقى متمسكًا بحبه لوطنه وبتضحيات شعبه.
الفصل يُبرز الصراع بين الحب الوطني والواقع المرير، ويختتم بتأملات شاعرية عميقة حول الوطن، الحلم، والواقع، في إطار روح شاعر وقف على مفترق طرق بين التاريخ والسياسة.